# دان كوندوراش
دان كوندوراش (بالرومانية: Dan Condurache)‏ هو ممثل روماني، ولد في 26 يوليو 1952 في رومانيا.

## وصلات خارجية
- دان كوندوراش على موقع IMDb (الإنجليزية)
- دان كوندوراش على موقع قاعدة بيانات الأفلام العربية
- دان كوندوراش على موقع ألو سيني (الفرنسية)
- دان كوندوراش على موقع أول موفي (الإنجليزية)
- دان كوندوراش على موقع قاعدة بيانات الفيلم (الإنجليزية)
- دان كوندوراش على موقع كينوبويسك (الروسية)